# Ulrika Juliana Gyllenstierna
Ulrika Juliana Gyllenstierna, född Brahe 1704, död 1765, var en svensk grevinna och hovfunktionär. Hon var överhovmästarinna 1761–1765.

## Biografi
Ulrika Juliana Gyllenstierna var dotter till generalmajoren greve Abraham Brahe till Skokloster och Eva Bielke. Hon gifte sig 1721 med kammarherren, friherre Carl Gustaf von Liewen, och 1723 med greve Nils Gyllenstierna. En son i första äktenskapet var Carl Gustaf von Liewen, en son i andra var riksmarskalk Göran Gyllenstjerna.
1761 utsågs Ulrika Juliana Gyllenstierna till överhovmästarinna vid kungliga hovet, en post hon innehade till sin död 1765.